# Magsaysay (Lánao del Norte)
Magsaysay, también conocido como Bago-A-Ingud, es un municipio filipino de quinta categoría, situado al norte de la isla de Mindanao. Forma parte de la provincia de Lánao del Norte situada en la Región Administrativa de Mindanao del Norte en cebuano Amihanang Mindanaw, también denominada Región X. 
Para las elecciones está encuadrado en el Segundo Distrito Electoral.

## Barrios
El municipio de Magsaysay se divide, a los efectos administrativos, en 24 barangayes o barrios, conforme a la siguiente relación:
| - Babasalon - Baguiguicon - Daan Campo - Durianon - Ilihan - Lamigadato | - Lemoncret - Lubo - Lumbac - Malabaogan - Mapantao - Olango | - Pangao - Pelingkingan - Caningag Bajo o Perimbangan - Bago-A-Ingud (Población) - Rarab - Somiorang | - Caningag Alto o Taguitingan - Talambo - Tambacon - Tawinian - Tipaan - Tombador |  |

## Historia

### Influencia española

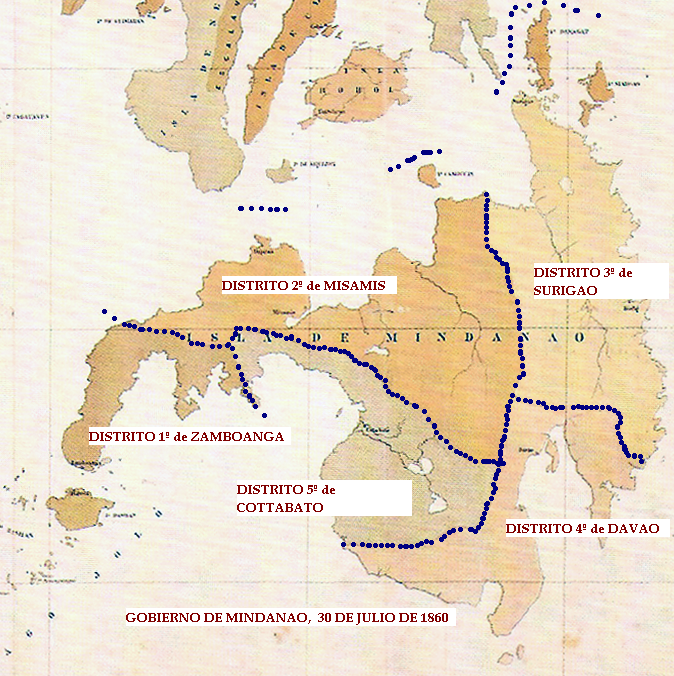
Gobierno de Mindanao: Los 5 Distritos creados por Real Decreto de 30 de julio de 1860.

El Distrito 7º de Lanao creado a finales del siglo XIX, concretamente el 8 de octubre de 1895, formaba parte del Imperio español en Asia y Oceanía (1520-1898).
Su territorio, segregado de los distritos 5º de Cottabato y 2º de Misamis, no fue dominado completamente por las armas españolas. El término de Bago-Ingud formaba parte de Misamis.

### Ocupación estadounidense
En 1903 fue creada la provincia del Moro, siendo Lánao uno de sus distritos. La provincia de Lánao fue creada en 1914 formando parte del Departamento de Mindanao y Joló (1914-1920) (Department of Mindanao and Sulu) .

### Independencia
El 22 de mayo de 1959 la provincia de Lánao fue dividida en dos provincias, una que se conoce como Lánao del Norte y la otra como Lánao del Sur.
Bago-Ingud es uno de los barrios de Colambugán, uno de los 10 municipios que forman la provincia de Lánao del Norte.
El 22 de marzo de 1960 fue creado el distrito municipal de Magsaysay formado por los siguientes barrios hasta entonces pertenecientes a varios municipios:
- De Colambugán 14: Bago-Ingud, Tambacon, Somiarang, Maitowato, Lemoncret, Olango, Taguitingan, Tawinian, Ilihan, Sulaman, Rarab, Pinalingco, Lumbac y Mapantao.
- De Tubod 1: Baguiguicon.
- De Tangcal 6: Pangao, Pilingkingan, Labo, Malabaogan, Lawigdato y Matungao.

El ayuntamiento se sitúa en el barrio de Bago-Ingud.